# Siboglinum meridiale
Siboglinum meridiale är en ringmaskart som beskrevs av Ivanov 1960. Siboglinum meridiale ingår i släktet Siboglinum och familjen skäggmaskar.
Artens utbredningsområde är Södra Ishavet. Inga underarter finns listade i Catalogue of Life.